# کانتون بولیوار
کانتون بولیوار (به اسپانیایی: Cantón Bolívar) یک کانتون در اکوادور است که در استان کارچی واقع شده‌است.